# Аринайваам
Аринайваам — река на Дальнем Востоке России, протекает по территории Анадырского района Чукотского АО.
Название в переводе с чук. Арэӈайваам — «река у горы с камнями, похожими на торосы».
Длина реки — 16 км. Берёт исток с вершины горы Высокая. В верхнем и среднем течении протекает в южном направлении, здесь имеет типично горный характер, русло мелководно со значительным уклоном. Состав донного грунта галечный и крупногалечный. В низовьях поворачивает на юго-восток и выходит на равнину. Впадает в лагуну Аринай Берингова моря.
В водах Аринайваама нерестится нерка, которая активно вытесняет пытающуюся заходить сюда горбушу.

## Данные водного реестра
По данным государственного водного реестра России относится к Анадыро-Колымскому бассейновому округу.
Код водного объекта в государственном водном реестре — 19060000112119000130759.